# Roger Wolcott Sperry
Roger Wolcott Sperry, ameriški nevrofiziolog, * 20. avgust 1913, Hartford, Connecticut, ZDA, † 17. april 1994.
Obiskoval je kolidž Oberlin na Univerzi v Chicagu, kjer se je aktivno ukvarjal tudi s športom. Leta 1935 je diplomiral iz angleščine, dve leti kasneje pa magistriral iz psihologije. Pod mentorstvom Paula A. Weissa je leta 1941 pridobil doktorat iz zoologije. Nekaj let je deloval na Univerzi Harvard, nato pa postal sprva docent in kasneje še izredni profesor na Univerzi v Chicagu. Leta 1954 je sprejel profesuro na Kalifornijskem tehnološkem inštitutu (Caltech), kjer je s svojim takratnim študentom Michaelom Gazzanigo izvedel svoje najbolj znane poskuse.
Sperry in Gazzaniga sta s sodelavci opravila serijo poskusov na desetih pacientih, ki so jim za zdravljenje epilepsije kirurško prekinili corpus callosum, povezavo med možganskima poloblama. Testirali so zmožnost opravljanja nalog, za katere je znano, da so odvisne od ene izmed polobel. Demonstrirali so, da lahko obe polobli delujeta neodvisno in sta, po Sperryjevih besedah, zavedajoč se sistem vsaka zase, ki čuti, misli, se spominja, logično sklepa, stremi in čustvuje, vse na značilno človeški ravni in ... tako leva kot desna polobla se lahko zavedata hkrati, z drugačnimi, tudi nasprotujočimi si duševnimi izkustvi, ki tečejo vzporedno.
Njegove raziskave so bistveno prispevale k razumevanju lateralizacije možganskih funkcij v času, ko je bilo razširjeno stališče, da so možganske regije večjidel nediferencirane in zamenljive. Dokazal je, da so po koncu zgodnjega obdobja razvoja živčne mreže v možganih praktično fiksne. Za svoj prispevek k razumevanju delovanja možgan je leta 1981 prejel Nobelovo nagrado za fiziologijo ali medicino, leta 1989 pa še nacionalno medaljo znanosti ZDA.
Znan je tudi po hipotezi, ki jo je razvil na podlagi svojih poskusov z regeneracijo živčnih povezav. Uničil je nevrone na neki lokaciji v živčevju in ugotovil, da so novonastale povezave popolnoma enake. Zato je predpostavil obstoj molekularnih markerjev, ki tvorijo nekakšen topografski zemljevid in vodijo rast aksonov v točno določenem vzorcu. To hipotezo je v sedemdesetih letih potrdil Marshall W. Nirenberg s poskusi na piščančjih mrežnicah in kasneje na ličinkah muhe Drosophila melanogaster.